# After All the Bars Are Closed
«After All the Bars Are Closed» — песня американского кантри-певца Томаса Ретта. Она вышла 9 августа 2024 года в качестве второго сингла его седьмого студийного альбома About a Woman. Песня была написана Реттом, Джулианом Бунеттой, Джоном Байроном, Джексоном Фри и Джейкобом Кэшером Хиндлином, а спродюсирована Бунеттой и Дэнном Хаффом.
Спустя год после релиза сингл возглавил кантри-чарты в Канаде и США (19 августа 2025 года он стал 21-м чарттоппером Ретта в Country Airplay с 2013 года).

## Содержание
«After All the Bars Are Closed» рассказывает о вечере с новой возлюбленной, которую он встретил в баре.

## Отзывы
Обозреватель HollerCountry Максим Мауэр сравнил её с первым синглом с альбома («Beautiful as You») и отметил, что «успокаивающий гитарный рифф становится более заметным, а лёгкая композиция смягчает выразительную подачу Ретта».

## Музыкальное видео
Музыкальное видео было выпущено одновременно с первоначальным релизом песни в качестве промосингла 9 августа 2024 года. В нём Ретт и его друзья по-старому хорошо проводят время у костра за одну ночь.

## Живые выступления
Ретт исполнил песню «After All the Bars Are Closed» под акустическую гитару на Ночном шоу с Джимми Фэллоном в августе 2024 года.

## Позиции в чартах
Спустя год нахождения в чарте 19 августа 2025 сингл возглавил чарт Country Airplay, став 21-м чарттоппером Ретта (с 2013 года).

### Еженедельные чарты
| Чарт (2024—2025)                    | Высшая позиция |
| ----------------------------------- | -------------- |
| Канада (Billboard Canadian Hot 100) | 50             |
| Канада Country (Billboard)          | 1              |
| США (Billboard Hot 100)             | 38             |
| США (Billboard Country Airplay)     | 1              |
| США (Billboard Hot Country Songs)   | 8              |